# Rosengård, Göteborg

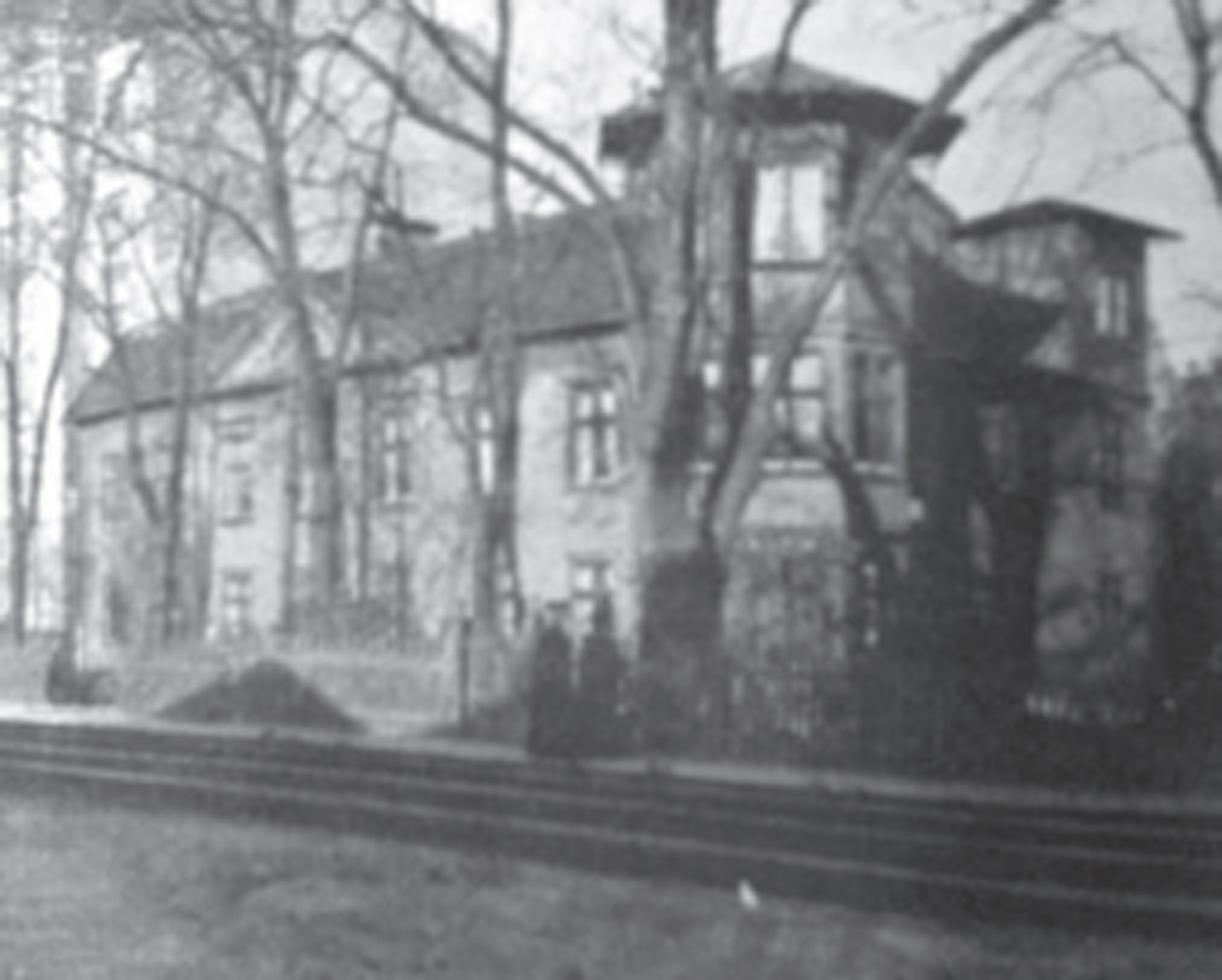
Rosengårds landeri år 1900.

Rosengård var ett landeri i Göteborg och tillkom troligen i början av 1800-talet. Huvudbyggnaden låg vid Södra Vägen mitt för Lorensberg och fanns kvar några år in på 1900-talet.
Under en följd av år var ägaren packhusinspektorn och tullförvaltaren Jakob Emanuel Lange. Troligen var Lange ägare av Rosengård år 1866 och stod som boende där. Hans dotter Amélie Lange gifte sig med Eduard Kullman (1816-1901). De bodde i hennes fars hus och övertog huset när fadern dog. Deras dotter, konstnären Hellewi Kullman, föddes 1861 på Rosengård och dog 1903, då hon fortfarande var bosatt på där. Rosengård låg granne med Lilla Hedås, som också var ett landeri som låg vid Engelbrektsgatan upp till Södra Vägen, och som byggdes under perioden 1890-1910, samt granne med Milow-Dicksonska lantgården. Milow-Dicksonska lantgården låg invid landerierna Hedås och Rosengård vid Södra Vägen i korsningen med Burgårdsvägen, som gick ungefär där Engelbrektsgatan går idag. Lantgårdens huvudbyggnaden vette mot Heden medan det mot Södra Vägen var en kringbyggd gård med några mindre hus ut mot vägen. Femvåningshuset bakom Rosengårds mangårdsbyggnad är hörnhuset Södra Vägen och Engelbrektsgatan.
Rosengårds huvudbyggnad revs i början av 1900-talet och ersattes med en låg byggnad, men denna byggnad revs i mitten av 1900-talet.